# Palmyra (Utah)
Palmyra – jednostka osadnicza w Stanach Zjednoczonych, w stanie Utah, w hrabstwie Utah.